# On Top of the World (bài hát của Imagine Dragons)
"On Top of the World" là một bài hát được viết và thu âm bởi ban nhạc alternative rock Mỹ Imagine Dragons cho đĩa mở rộng Continued Silence, nơi mà nó xuất hiện như ca khúc thứ ba. Bài hát cũng xuất hiện trên album phòng thu của họ, Night Visions như ca khúc thứ năm. "On Top of the World" đã được phát hành kỹ thuật số như một đĩa đơn vào ngày 18 tháng ba 2013. Nó lọt vào top ten tại Úc (# 10), Áo (# 6), New Zealand (# 10), và Bồ Đào Nha (# 1).

## Music video
Như một phần của tài liệu Palladia Imagine Dragons: The Making of Night Visions, mà ban đầu được phát sóng vào ngày 07 Tháng Mười Một năm 2012, ban nhạc quay một đoạn video của mình thực hiện "On Top of the World" và sau đó tải lên nó lên YouTube.
Vào này 13 tháng 11 năm 2013 ban nhạc phát hành một video âm nhạc chính thức liên quan đến hạ cánh lên mặt trăng. Video được quay ở Utah và bao gồm các khách mời Jon Heder, Whit Hertford, dàn diễn viên của Studio C, ca sĩ Aja Volkman, tay guitar Robbie Connolly, và các thành viên của The New Electric Sound, cũng như nhiều ám chỉ bất ngờ và chơi chữ.

## Danh sách bài hát
- Tải nhạc số (Bồ Đào Nha)

1. "On Top of the World" – 3:12

- Đĩa đơn quảng bá (Tây Ban Nha)

1. "On Top of the World" (radio edit) – 2:58

## Bảng xếp hạng và chứng nhận
| BXH (2012–14)                                    | Vị trí cao nhất |
| ------------------------------------------------ | --------------- |
| Úc (ARIA)                                        | 10              |
| Áo (Ö3 Austria Top 40)                           | 6               |
| Bỉ (Ultratip Flanders)                           | 11              |
| Canada (Canadian Hot 100)                        | 58              |
| Canada Alternative Rock (America's Music Charts) | 33              |
| Trường songid là BẮT BUỘC CHO BẢNG XẾP HẠNG ĐỨC  | 13              |
| Ireland (IRMA)                                   | 24              |
| Hà Lan (Dutch Top 40)                            | 10              |
| Hà Lan (Single Top 100)                          | 14              |
| New Zealand (Recorded Music NZ)                  | 10              |
| Bồ Đào Nha Digital Song Sales (Billboard)        | 1               |
| Ba Lan (Polish Airplay Top 100)                  | 7               |
| Scotland (OCC)                                   | 29              |
| Tây Ban Nha (PROMUSICAE)                         | 21              |
| Thụy Điển (Sverigetopplistan)                    | 40              |
| Thụy Sĩ (Schweizer Hitparade)                    | 14              |
| Anh Quốc (OCC)                                   | 34              |
| Hoa Kỳ Billboard Hot 100                         | 79              |
| Hoa Kỳ Hot Rock Songs (Billboard)                | 12              |
| Hoa Kỳ Alternative Songs (Billboard)             | 20              |
| Hoa Kỳ Adult Pop Airplay (Billboard)             | 34              |

| Quốc gia                                                                           | Chứng nhận  | Số đơn vị/doanh số chứng nhận |
| ---------------------------------------------------------------------------------- | ----------- | ----------------------------- |
| Úc (ARIA)                                                                          | 2× Platinum | 140.000^                      |
| Canada (Music Canada)                                                              | Platinum    | 10.000^                       |
| Đan Mạch (IFPI Đan Mạch)                                                           | Gold        | 15.000^                       |
| New Zealand (RMNZ)                                                                 | Platinum    | 15.000*                       |
| Na Uy (IFPI)                                                                       | 2× Platinum | 0*                            |
| Thụy Điển (GLF)                                                                    | Platinum    | 40,000‡                       |
| * Chứng nhận dựa theo doanh số tiêu thụ. ^ Chứng nhận dựa theo doanh số nhập hàng. |             |                               |